# Champion Thomas
Champion Thomas er en indisk film fra 1990 af Rex.

## Medvirkende
- Jagathy Sreekumar som Velayudhan
- Sreeja som Selin
- Sunny Augustine som Thomas George
- Innocent som Dr. Unnithan
- Mukesh som Dr. Mathews
- Thilakan som PC Nair
- Nedumudi Venu som Madhavan
- Aranmula Ponnamma
- Bobby Kottarakkara som Paramu